# The Cakemaker
האופה מברלין (haOfeh miBerlin) (tiếng Anh: The Cakemaker) là một bộ phim chính kịch Israel-Đức năm 2017 được đạo diễn bởi Ofir Raul Grazier. Các diễn viên Sarah Adler, Tim Kalkhof, Zohar Strauss và Roy Miller.
Nó được công chiếu tại lần thứ 52 Liên hoan phim quốc tế Karlovy Vary. Đó là một phần của Lựa chọn chính thức - Cuộc thi và giành được Giải thưởng của Ban giám khảo đại kết. Nó đã nhận được Giải thưởng Ophir 2018 cho bức ảnh đẹp nhất, và được chọn là mục nhập của Israel cho Phim nói tiếng nước ngoài hay nhất tại Giải thưởng Hàn lâm lần thứ 91, nhưng nó không được đề cử.

## Nội dung
Thomas, một thợ làm bánh người Đức trẻ tuổi, cô độc, đang ngoại tình với một người đàn ông Israel đã kết hôn tên là Oren, người thường xuyên đến thăm Berlin trong công việc. Khi một ngày nào đó Oren không trả lời các cuộc gọi của Thomas, Thomas phát hiện ra rằng anh ta đã chết trong một vụ tai nạn ở Israel, và anh ta đến Jerusalem và ghé thăm quán cà phê của góa phụ Oren, Anat. Không tiết lộ danh tính, anh ta kiếm được một công việc trong nhà bếp của quán cà phê và thuê một căn hộ trong thành phố. Mặc dù lúc đầu, anh ta không được phép làm thức ăn, vì nó khiến quán cà phê có nguy cơ mất chứng nhận kosher, Anat cuối cùng cũng thử một số món nướng mà Thomas làm cho sinh nhật của con trai cô và cho phép anh ta làm thức ăn.
Thomas tìm hiểu thêm về cuộc sống của Anat và gia đình cô, bao gồm cả anh rể của cô, Motti, người ban đầu nghi ngờ anh. Anh cũng ngày càng thân thiết với Anat, người vẫn đang đau buồn trước cái chết của chồng mặc dù cô nhận thức được sự không chung thủy của anh. Anat liên tục bị cám dỗ để xem qua các hiệu ứng cá nhân của Oren, bao gồm các ghi chú từ người yêu và điện thoại thứ hai. Cuối cùng, trong khi chuẩn bị một khối lượng lớn các món nướng cho một đơn đặt hàng phục vụ, Anat đã tiến lên Thomas, người ngần ngại đáp lại; Hai người có một mối tình ngắn, bắt đầu nâng đỡ tinh thần của Anat. Vụ việc khiến Thomas ngẫm nghĩ về thời gian của anh ta với Oren, bao gồm một trong những cuộc hẹn hò cuối cùng của họ, nơi Oren đã bác bỏ ý tưởng tiết lộ chuyện tình cảm với vợ.
Anat tìm thấy một danh sách mua sắm được viết bằng tiếng Đức trong số các hiệu ứng cá nhân của Oren, bao gồm tên của quán cà phê Berlin nơi Thomas làm việc. Anat nói với Thomas rằng Oren nói với cô rằng anh ta đang ngoại tình, và dự định rời bỏ cô và con trai của họ ở Jerusalem để bắt đầu một cuộc sống mới ở Berlin. Anat buộc anh ta rời khỏi nhà, và anh ta chết trong một tai nạn xe hơi trên đường đến khách sạn. Cả Anat và Thomas đều tràn ngập cảm giác tội lỗi và đau buồn. Sau đó, Anat phát hiện ra rằng chứng nhận Kosher của cô đã bị thu hồi, làm cho tất cả các hàng hóa được phục vụ trở nên vô giá trị. Trong khi cố gắng xử lý tình huống, cô phát hiện ra một ghi chú trong hiệu ứng của Oren với chữ viết tay của Thomas. Sau khi khởi động lại điện thoại thứ hai của Oren, cô phát hiện ra hơn một chục tin nhắn thư thoại từ Thomas và nhận ra rằng anh là người yêu của chồng mình. Motti buộc Thomas rời Jerusalem ngay lập tức, nói rằng họ không muốn anh ta ở đây và anh ta không bao giờ phải quay lại Israel.
Ba tháng sau, quán cà phê của Anat thành công, mặc dù thiếu chứng nhận Kosher. Anat đi đến Berlin, nơi cô thấy Thomas đi ra từ quán cà phê của anh từ xa. Sau khi nhìn anh khởi hành, cô nhìn lên bầu trời và mỉm cười.

## Diễn viên
- Tim Kalkhof [de] vai Thomas
- Sarah Adler vai Anat
- Zohar Strauss vai Motti
- Roy Miller [he] vai Oren
- Tamir Ben-Yehuda vai Itai

## Sản xuất
Tài chính của The Cakemaker mất 6 năm. Quỹ phim Jerusalem đã hỗ trợ sản xuất bộ phim, nhưng kinh phí không đủ. Bộ phim được trình bày tại Berlinale Talents, Agora Film Market và Cannes Marche du Film, nhưng không nhận được sự ủng hộ. Sau 19 lá thư từ chối từ các quỹ phim và chỉ với sự hỗ trợ của Quỹ phim Jerusalem, The Cakemaker đã được quay với ngân sách 90.000 đô la trong 20 ngày, tại 2 quốc gia, Đức và Israel. Sau lần cắt đầu tiên, bộ phim đã nhận được tài trợ bổ sung từ Quỹ Rabinovich và giải thưởng sản xuất bài Cinelab, cho phép bộ phim được hoàn thành. The Cakemaker sau đó được mua lại bởi công ty bán hàng quốc tế Films Boutique.

## Phản ứng
The Cakemaker đã có buổi chiếu đầu tiên trên thị trường tại Cannes cho người mua và nhà phân phối. Nó được mua để phân phối tại Nhật Bản và Hoa Kỳ. Buổi ra mắt chính thức là trong Liên hoan phim Karlovy Vary 2017 trong cuộc thi chính. The Cakemaker đã được vinh danh bởi một sự hoan nghênh đứng lên kéo dài 10 phút, và giành giải thưởng của Ban giám khảo Đại kết. Một tháng sau tại Liên hoan phim Jerusalem, The Cakemaker đã giành được hai giải thưởng - Giải thưởng Lia Van Leer và Giải thưởng biên tập hay nhất. Sau đó, The Cakemaker đã tham gia nhiều liên hoan phim trên toàn thế giới, giành được 11 giải thưởng và được phân phối tại 22 quốc gia.
Ở Bắc Mỹ, The Cakemaker được phân phối bởi Strand Releasing. Đó là một trong những tựa game thành công nhất của họ và được báo chí đánh giá cao. The Cakemaker là Nhà phê bình tại New York Times và Los Angeles Times.
Nhà phê bình Jeannette Catsoulis của tờ New York Times đã viết: Người giống như một người làm bánh kiên nhẫn, nhà làm phim Grazier thấy không có lý do gì để vội vàng xảy ra giữa Thomas và Anat, và hai người này trở thành những phần quan trọng trong cuộc sống của nhau, diễn xuất và đạo diễn rất chính xác đúng, chúng tôi tin rằng những gì transpires.
Godfrey Cheshire từ rogerebert.com đề cập đến bộ phim với tên là một tác phẩm cực kỳ ấn tượng đầu tay ra mắt. Ông viết: Phim Xem nó, bộ phim thông minh, câu chuyện được xây dựng tốt và các nhân vật được vẽ đẹp dường như gợi ra nguồn gốc văn học. Nhưng, xem xét những đức tính đó chặt chẽ hơn và rõ ràng là ở đây, họ đã nợ một hình thức kể chuyện mà về cơ bản là điện ảnh, một yếu tố phụ thuộc vào chất lượng phân biệt bộ phim này xuyên suốt: sự tinh tế và kiềm chế phi thường của nó.
Walter V. Addiego từ San Francisco Chronicle nói rằng Graizer mất thời gian và không bao giờ cảm thấy cần phải đánh vần mọi thứ, và The Cakemaker là một minh chứng cho những gì các nhà làm phim có thể đạt được khi họ tin tưởng khán giả.
The Cakemaker đã được phát hành trên các dịch vụ phát trực tuyến vào tháng 11 năm 2018 và được bán cho bộ phận Netflix ở Bắc Mỹ. Điểm số của nó trên rottentomatoes.com là 98%.
Năm 2018  The Cakemaker  đã giành được 7 giải thưởng Ophir của Học viện Điện ảnh và Truyền hình Israel, và trở thành tác phẩm chính thức của Israel tham dự Oscar 2019 ở hạng mục Phim nước ngoài hay nhất. Nó đã được bán cho một phiên bản làm lại ở Mỹ.

### Giải thưởng
| Giải thưởng / Liên hoan phim                     | Năm  | Thể loại                                   | Người nhận và người được đề cử | Kết quả   | Ref(s) |
| ------------------------------------------------ | ---- | ------------------------------------------ | ------------------------------ | --------- | ------ |
| Adelaide Film Festival                           | 2017 | International Feature Award                |                                | Đề cử     |        |
| Awards of the Israeli Film Academy               | 2018 | Best Film                                  |                                | Đoạt giải |        |
| Awards of the Israeli Film Academy               | 2018 | Best Director                              | Ofir Raul Graizer              | Đoạt giải |        |
| Awards of the Israeli Film Academy               | 2018 | Best Actress                               | Sarah Adler                    | Đoạt giải |        |
| Awards of the Israeli Film Academy               | 2018 | Best Screenplay                            | Ofir Raul Graizer              | Đoạt giải |        |
| Awards of the Israeli Film Academy               | 2018 | Best Editing                               | Michal Oppenheim               | Đoạt giải |        |
| Awards of the Israeli Film Academy               | 2018 | Best Art Direction                         | Yael Bibel                     | Đoạt giải |        |
| Awards of the Israeli Film Academy               | 2018 | Best Sound                                 | Avi Mizrahi                    | Đoạt giải |        |
| Awards of the Israeli Film Academy               | 2018 | Best Cinematography                        | Omri Aloni                     | Đề cử     |        |
| Awards of the Israeli Film Academy               | 2018 | Best Costume Design                        | Lital Goldfine                 | Đề cử     |        |
| Berlin Jewish Film Festival                      | 2018 | Gershon Klein Award Best Director          | Ofir Raul Graizer              | Đoạt giải |        |
| Berlin Jewish Film Festival                      | 2018 | Gershon Klein Award Best Israeli Film      |                                | Đoạt giải |        |
| Chicago International Film Festival              | 2017 | Gold Hugo New Directors Competition        | Ofir Raul Graizer              | Đề cử     |        |
| Chicago International Film Festival              | 2017 | Gold Q-Hugo                                | Ofir Raul Graizer              | Đề cử     |        |
| Festival du cinéma israélien de Carpentras       | 2018 | Best Film                                  |                                | Đoạt giải |        |
| Festival du Cinéma Israelién de Montréal         | 2018 | Jury Prize                                 | Ofir Raul Graizer              | Đoạt giải |        |
| Florida Film Critics Circle Awards               | 2018 | Best First Film                            | Ofir Raul Graizer              | Đề cử     |        |
| Hamburg Film Festival                            | 2017 | Young Talent Award                         |                                | Đề cử     |        |
| International Film Festival & Awards Macao       | 2017 | Best Film                                  |                                | Đề cử     |        |
| Jerusalem Film Festival                          | 2017 | The Lia Van Leer Award                     | Ofir Raul Graizer              | Đoạt giải |        |
| Jerusalem Film Festival                          | 2017 | Haggiag Award Best Editing                 | Michal Oppenheim               | Đoạt giải |        |
| Jerusalem Film Festival                          | 2017 | Haggiag Award Best Israeli Feature         |                                | Đề cử     |        |
| Karlovy Vary International Film Festival         | 2017 | Prize of the Ecumenical Jury               |                                | Đoạt giải |        |
| Karlovy Vary International Film Festival         | 2017 | Crystal Globe                              |                                | Đề cử     |        |
| Kosmorama, Trondheim Internasjonale Filmfestival | 2018 | Audience Award                             |                                | Đoạt giải |        |
| London Film Festival                             | 2017 | Sutherland Award First Feature Competition | Ofir Raul Graizer              | Đề cử     |        |
| Miami Jewish Film Festival                       | 2018 | The Critics Prize                          |                                | Đoạt giải |        |
| Molodist International Film Festival             | 2018 | Special Jury Diploma                       |                                | Đoạt giải |        |
| Molodist International Film Festival             | 2018 | Best LGBTQ Film                            |                                | Đề cử     |        |
| Pride Pictures                                   | 2018 | Debut Film Award                           | Ofir Raul Graizer              | Đoạt giải |        |
| Provincetown International Film Festival         | 2018 | John Schlesinger Award                     | Ofir Raul Graizer              | Đoạt giải |        |
| San Sebastián International Film Festival        | 2017 | Best Film                                  |                                | Đề cử     |        |
| Satellite Awards                                 | 2019 | Best Foreign Language Film                 |                                | Đề cử     | [ 9 ]  |
| Würzburg International Filmweekend               | 2018 | Audience Award                             |                                | Đề cử     |        |